# Бродвей Билл
«Бродвей Билл» (англ. Broadway Bill) — кинофильм режиссёра Фрэнка Капры, вышедший на экраны в 1934 году. Экранизация рассказа Марка Хеллингера. Лента принимала участие в конкурсной программе Венецианского кинофестиваля.

## Сюжет
Дж.Л. Хиггинс — владелец промышленной империи города Хиггинсвилль и отец четырёх дочерей, мужья которых руководят его предприятиями. Однако не все в семье довольны таким положением дел. Дэн Брукс, муж Маргарет и управляющий картонной фабрикой, мечтает больше внимания уделять своей лошади по кличке Бродвей Билл, в частности выставить ту на скачки. Это его стремление понимает младшая дочь Хиггинса Элис. При её поддержке Брукс бросает вызов тестю и, забрав Бродвея Билла, отправляется на ипподром. Однако для того, чтобы заявить лошадь для участия в гонке, нужно сделать взнос в размере 500 долларов, которых у Брукса нет...

## В ролях
- Уорнер Бакстер — Дэн Брукс
- Мирна Лой — Элис Хиггинс
- Уолтер Коннолли — Дж.Л. Хиггинс
- Хелен Винсон — Маргарет
- Дуглас Дамбрилл — Эдди Морган
- Рэймонд Уолбёрн — полковник Петтигрю
- Линн Оверман — Оскар Макгуайр
- Кларенс Мьюз — Уайти
- Маргарет Хэмилтон — Эдна
- Фрэнки Дарро — Тед Уильямс
- Клара Бландик — миссис Питерсон
- Эдмунд Брис — председательствующий судья

В титрах не указаны
- Ирвинг Бейкон — владелец гамбургерного киоска
- Хейни Конклин — мужчина, делающий ставку на Бродвея Билла
- Чарльз Миддлтон — ветеринар
- Алан Хейл — руководитель оркестра